# Club Atlético Bella Vista
El Club Atlético Bella Vista, més conegut com a Bella Vista, és un equip de futbol de l'Uruguai, amb seu a Montevideo.

## Història
El Club Atlético Bella Vista es va fundar el 4 d'octubre de 1920.
El 1981, el club va disputar la Copa Libertadores de América. Bella Vista va jugar al mateix grup de Peñarol, i Estudiantes de Mérida i Portuguesa de Acarigua, de Veneçuela. Va ser eliminat a la primera etapa de la competència.
El 1985, va disputar novament la Copa Libertadores. Bella Vista estava al grup de Peñarol, i dos equips xilens, Colo-Colo i Magallanes. Va ser eliminat novament a la primera fase.
El 1990, Bella Vista va guanyar la lliga uruguaiana, i es va guanyar el dret a disputar la Copa Libertadores de l'any següent.
El 1991, va disputar la Copa Libertadores, i estava al mateix grup de Nacional de l'Uruguai, i Flamengo i Corinthians del Brasil. Va acabar a l'últim lloc del grup.
El 1993, a la Copa Libertadores, estava al mateix grup de Nacional de l'Uruguai i El Nacional i Barcelona de l'Equador. Després d'una pobra campanya, va ser eliminat novament a la primera etapa.
El 1999, després d'una absència de sis anys, va tornar a la Copa Libertadores. Bella Vista estava al mateix grup de Nacional de l'Uruguai, Estudiantes de Mérida de Veneçuela, i Monterrey de Mèxic. Va acabar en tercer lloc a la primera fase, i va classificar a la segona etapa, on van derrotar a la Universidad Católica de Xile. Tanmateix, als quarts de final, Bella Vista va anar eliminat pel Deportivo Cali de Colòmbia. Va ser la millor campanya del club a la Copa Libertadores.
El 2000, Bella Vista va disputar una altra vegada la Copa Libertadores, i estava al mateix grup de Club Bolívar de Bolívia, Atlético Mineiro del Brasil, i Cobreloa de Xile. Va ser eliminat a la primera fase del torneig.

## Uniforme
La samarreta del Bella Vista representa la bandera del Vaticà, meitat groga, meitat blanca. Per això el club és sobrenomenat els "papales", els que segueixen el papal, el papat, l'autoritat vaticana. La primera canxa que va tenir el club era al predi de l'església Maturana, per la qual cosa en agraïment es va deixar el capellà de l'església elegir els colors de l'uniforme. Algunes versions diuen que l'origen pot ser diferent. A causa del fanatisme dividit entre Peñarol i Nacional de les antigues autoritats del club, van decidir que la samarreta tingués els colors predominants dels dos gegants uruguaians. El mateix va ocórrer amb Arsenal de Sarandí de l'Argentina, quan es va dissenyar la seva samarreta, blau clar i vermell, a causa que les autoritats del club eren fanàtiques de Independiente i Racing Club de Avellaneda.
| temporada 1992 | temporada 1998 |

## Jugadors
| - Amaranto Daniel Abascal - Mauro Esteban Aldave - Jorge Luis Anchen - Maximiliano Ávila - Walter Alejandro Báez - Gonzalo Bazalo - Jesús Sebastián Belase - Pablo Castro - Leonardo Celiz - Enrique David Díaz - George Dos Santos - Oswaldo Elizalde - Juan Camilo Fraga - Nicolás Freitas - Diego Hernán Gallardo |  | - Héctor Martín Icart - Sebastián Maneiro - Andrés Leonardo Márquez - Álvaro Méndez - Miguel Meretta - Álvaro Gabriel Pintos - Fabián Ramos - Gustavo Rodríguez - José Luis Tancredi - Agustín Viana Ache - Valentín Villazán |

## Estadi
Bella Vista juga els seus partits com local a l'Estadi Parque José Nasazzi, el qual té una capacitat màxima de 15.000 persones.

## Palmarès

### Torneigs nacionals
- Primera divisió uruguaiana (1): 1990
- Segona divisió uruguaiana (5): 1949, 1968, 1976, 1997, 2005
- Divisional Intermèdia de Futbol de l'Uruguai (2): 1922, 1959
- Divisional Extra de Futbol de l'Uruguai (1): 1921
- Liguilla Pre-Libertadores de América (1): 1998